# Flughafen Kadala

i7
i11
i13
Der Flughafen Kadala (IATA-Code: HTA, ICAO-Code: UIAA) ist ein internationaler Flughafen bei Tschita in Sibirien. Er wurde 1932 eröffnet.

## Lage und Anbindung
Der Flughafen ist etwa 13,5 km westlich von Tschita gelegen.
Er verfügt über einen Haltepunkt der Transsibirischen Eisenbahn (Streckenkilometer 6009). Wenige Kilometer entfernt verläuft die russische Fernstraße R258, die Tschita mit Irkutsk verbindet.

## Zustand 2015
Der Flughafen ist ausgestattet für die Aufnahme der Flugzeugtypen Antonow An-124-100, Airbus A319, A320, A321, Boeing 757-200, Boeing 737, Boeing 767, Iljuschin Il-76, Tupolew Tu-154 sowie aller Arten von Hubschraubern.